# 天ぷらまんじゅう

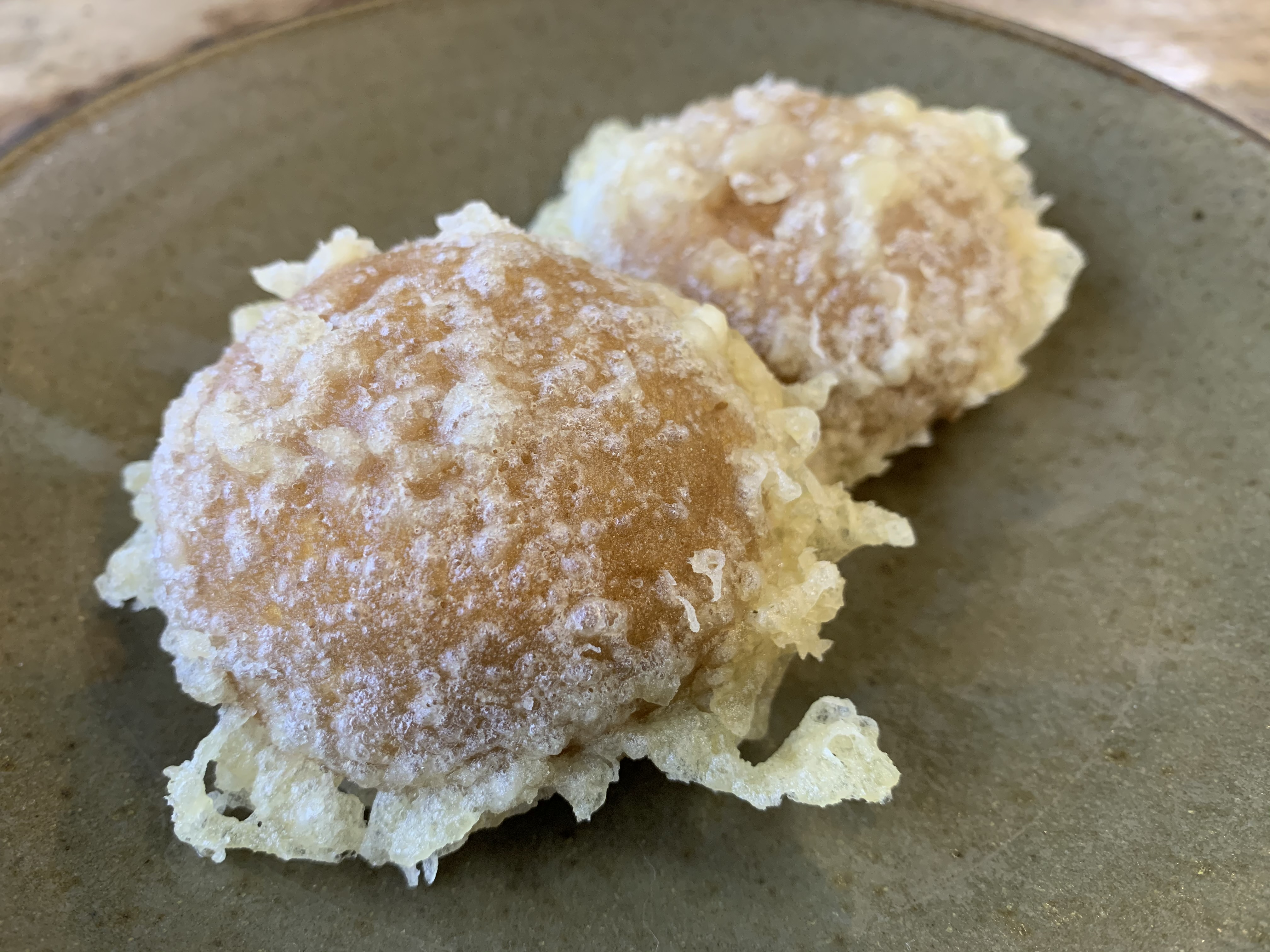
福島県会津若松市の天ぷらまんじゅう

天ぷらまんじゅう（てんぷらまんじゅう）は、饅頭に衣を付け、油で揚げて天ぷらにした菓子。
天ぷらのサクッとした食感、饅頭の皮のしっとりとした食感、あんこの甘さが同時に味わえる。

## 概要
日本全国に郷土料理として点在している。長野県、福島県会津地方、岐阜県飛騨地方、東京都の一部、滋賀県、島根県大田市で親しまれている。
ふた口ほどの小さめの饅頭が使用され、饅頭の中はこしあんが定番となっている。祭事や来客の際の定番とも言える家庭料理である。
仏前に供えていた饅頭を安全に食べるために油で揚げたのがはじまりともいわれている。

## 点在する理由の推測
天ぷらまんじゅうが日本各地に点在している理由の鍵となるのが、石見国吉永藩（現・島根県大田市）である。
天ぷらまんじゅうの発祥は長野県とされ、1643年に保科正之が高遠藩（長野県）から会津藩に移る際に、福島県会津地方へと伝わった。
加藤明友は1634年に石見（大田市）に吉永藩を立藩した後、旧領である会津藩から職人を吉永藩に呼び寄せが、この際に天ぷらまんじゅうも石見に伝わったと推測される。吉永藩は39年しか続かず、1682年に近江国水口藩（現・滋賀県）に移り、この際に滋賀県に伝わったと考えらる。
ただし、これらは文献などで確認できる内容ではなく、歴史的な事柄からの推測である。

## 揚げ饅頭との違い
類似した菓子に揚げ饅頭があるが、こちらは売れ残って硬くなってしまった饅頭を揚げて食べたのがはじまりと言われており、揚げ饅頭は衣をつけずに揚げて作るのが最大の違いである。
天ぷらまんじゅうには、天ぷら衣に由来するサクっとした食感がある。

## 福島県会津地方
福島県会津地方では、天ぷらまんじゅうは、そのままおやつとして食されるのはむろんのこと、一般的な天ぷらと同様に天つゆや醤油につけて、おかずやおつまみとしても食されている。一般的な天ぷら同様にあたたかい蕎麦に乗せたり、ラーメンのトッピングとしても食されている。
強清水元祖 清水屋（）（会津若松市）が天ぷらまんじゅうを考案した元祖とされる。

## 岐阜県飛騨地方
天ぷらまんじゅうは、岐阜県飛騨市神岡町の名物とされる。
こしあんが入った紅白まんじゅうに天ぷら粉をつけて揚げる。
家庭で揚げる天ぷらまんじゅう専用の饅頭も市販されている。

## 長野県
長野県飯田市、下伊那郡では、お盆や彼岸には大皿でナスやカボチャなどの天ぷらが食卓に並ぶ。この時に欠かせない天ぷらが、天ぷらまんじゅうである。同じ長野県内であっても諏訪地方や茅野市周辺では食されていない。
時期が近づくと、天ぷらまんじゅう専用の饅頭の販売が菓子店などで行われたり、スーパーマーケっとの総菜コーナーで天ぷらまんじゅうが販売されるほど、親しまれている料理である。
近年は、土産物として通年で販売されている。

## 島根県大田市
島根県大田市の天ぷらまんじゅうは、紅白のまんじゅうを底面で合わせ、天ぷら粉を付けて揚げた菓子である。
大田市では、箱寿司と共に地域の祝いごとや祭りの際のもてなしに欠かせないご馳走であった。甘い食品が多く普及したことと、核家族化のため、もてなしの機会そのものが減ったこともあって、作られる機会は減ってきている。